# Sapiranga Reserve
Sapiranga Reserve (portugisiska: Reserva Sapiranga) är ett naturreservat i Brasilien.   Det ligger i delstaten Bahia, i den östra delen av landet, 1 100 km öster om huvudstaden Brasília.